# Penguins & Polarbears
"Penguins & Polarbears" är en låt av det svenska punkrockbandet Millencolin. Den finns med på deras fjärde studioalbum Pennybridge Pioneers, men utgavs också som singel den 24 januari 2000. Singeln innehåller även låtarna "Queen's Gambit" och "Dinner Dog". Vinylversionen, utgiven av spanska Tralla Records, innehåller också låten  "An Elf and His Zippo".

## Låtlista
CD-versionen
1. "Penguins & Polarbears"
2. "Queens Gambit"
3. "Dinner Dog"

7"-versionen
- Sida A:

1. "Penguins & Polarbears"
2. "Queens Gambit"

- Sida B:

1. "Dinner Dog"
2. "An Elf and His Zippo"

## Listplaceringar
| Lista (2000) | Topplacering |
| ------------ | ------------ |
| Sverige      | 54           |